# Mike Campaz
Mike Campaz (Tumaco, Nariño, Colombia; 16 de noviembre de 1987) es un exfutbolista colombiano nacionalizado ecuatoguineano. Jugaba como volante. Fue internacional con la Selección de fútbol de Guinea Ecuatorial.

## Legado deportivo
Viene de una familia la cual ha formado a varios futbolistas, tendiendo como hermano a Jáminton Campaz; y de la misma manera a Darwin Quintero y Yúber Quiñones como primos.

## Trayectoria

### Inicios
Debutó para el ya extinto Centauros Villavicencio donde juega 4 partidos donde le fue muy bien y es cedido para la siguiente temporada a Santa Fe donde juega apenas 5 partidos. Para el 2007 en la Segunda División empieza a sumar más minutos en cancha y durante 2 años milita para el Expreso Rojo donde juega 60 partidos (55 en la Primera B y 5 por Copa Colombia) en los que su buen nivel lo hicieron que el senador Camargo dueño del Deportes Tolima comprara sus derechos deportivos.

### Deportes Tolima
Durante 5 años se destacó con el vinotinto y oro de la capital musical de Colombia. Llegó a disputar 148 partidos anotando sus únicos goles como profesional.
Para el año 2014 toma nuevos rumbos y es contratado por el Deportivo Pasto y a la vez recibe el llamado de la selección de Guinea Ecuatorial.

### Once Caldas
En 2015, llega al 'Blanco Blanco', pero no logra destacar en el campeón de América 2004.

### Neftchi Baku PFK
Luego de tener una temporada destacada en el fútbol de Costa Rica ficha con el Neftchi Baku PFK el 1 de febrero de 2018.

## Clubes
| Club                    | País            | Año             | Partidos | Goles |
| ----------------------- | --------------- | --------------- | -------- | ----- |
| Centauros Villavicencio | Colombia        | 2006            | 4        | 0     |
| Santa Fe                | Colombia        | 2007            | 5        | 0     |
| Expreso Rojo            | Colombia        | 2007 - 2009     | 60       | 0     |
| Deportes Tolima         | Colombia        | 2009 - 2013     | 148      | 5     |
| Deportivo Pasto         | Colombia        | 2014            | 34       | 0     |
| Once Caldas             | Colombia        | 2015            | 7        | 0     |
| Boyacá Chicó            | Colombia        | 2015            | 16       | 0     |
| UCR Fútbol Club         | Costa Rica      | 2017 - 2018     | 26       | 0     |
| Neftchi Baku            | Azerbaiyán      | 2018            | 4        | 0     |
| Alianza FC              | Panamá          | 2019            | 16       | 0     |
| Boca Juniors de Cali    | Colombia        | 2019 - 2020     | 28       | 2     |
| Total en clubes         | Total en clubes | Total en clubes | 335      | 7     |

## Estadísticas
| Club                       | Div.                  | Temporada             | Liga  | Liga  | Copa Nacional | Copa Nacional | Copa Internacional | Copa Internacional | Total | Total |
| Club                       | Div.                  | Temporada             | Part. | Goles | Part.         | Goles         | Part.              | Goles              | Part. | Goles |
| -------------------------- | --------------------- | --------------------- | ----- | ----- | ------------- | ------------- | ------------------ | ------------------ | ----- | ----- |
| Deportes Tolima · Colombia | 1.ª                   | 2009-ll               | 13    | 0     | 3             | 0             | —                  | —                  | 16    | 0     |
| Deportes Tolima · Colombia | 1.ª                   | 2010                  | 34    | 2     | 7             | 0             | 3                  | 0                  | 44    | 2     |
| Deportes Tolima · Colombia | 1.ª                   | 2011                  | 16    | 0     | 9             | 0             | 1                  | 0                  | 26    | 0     |
| Deportes Tolima · Colombia | 1.ª                   | 2012                  | 8     | 0     | 10            | 0             | 0                  | 0                  | 18    | 0     |
| Deportes Tolima · Colombia | 1.ª                   | 2013                  | 25    | 2     | 11            | 1             | 8                  | 0                  | 44    | 3     |
| Total Deportes Tolima      | Total Deportes Tolima | Total Deportes Tolima | 96    | 4     | 30            | 1             | 12                 | 0                  | 148   | 5     |